# Zwerg-Schwertlilie
Die Zwerg-Schwertlilie (Iris pumila) ist eine Pflanzenart aus der Gattung der Schwertlilien (Iris).
Die im Gartenhandel als Iris pumila bezeichneten Pflanzen sind allerdings meist Sorten aus der Gruppe Iris Barbata-Nana, die aus Iris lutescens hervorgegangen ist.

## Merkmale
Die Zwerg-Schwertlilie ist ein ausdauernder Geophyt, der Wuchshöhen von 10 bis 17 Zentimeter erreicht. Das Rhizom ist kurz und dicht rasenbildend. Der Stängel ist niedrig, fast schon verborgen und fast immer einblütig. Die Laubblätter sind schwertförmig, graugrün, 6 bis 20 Millimeter breit, spitz, stachelspitzig, bis 10 Zentimeter lang und immer länger als der Stängel.
Die beiden Hochblätter sind lanzettlich, oberwärts am Rand breit häutig und am Rücken abgerundet. Die Blüte ist ungestielt. Die Perigonblätter sind meist blauviolett, können seltener aber auch blassrot, gelb oder weiß sein. Die Perigonröhre ist 5 bis 7 Zentimeter lang und ragt aus dem obersten Hochblatt heraus. Sie ist ebenso lang oder länger als die Perigonzipfel. Die äußeren Perigonabschnitte sind bis 5 Zentimeter lang und kürzer als die inneren. Die Griffel weisen lanzettliche und an den Rändern gezähnte Äste auf. Die Staubfäden sind fast ebenso lang wie die Staubbeutel. Die Kapselfrucht ist länglich, eiförmig-dreikantig, 4 bis 6 Zentimeter lang und spitz. Die Samen sind eiförmig und 4 bis 7 Millimeter lang. Ihre Schale ist fleischig und bald runzelig.
Die Blütezeit liegt im April und Mai. Die Blüten sind nektarlose Täuschblumen.
Die Chromosomenzahl beträgt 2n = 32, seltener 30 oder 36.

## Vorkommen
Das natürliche Verbreitungsgebiet der Zwerg-Schwertlilie reicht von Niederösterreich, Tschechien, Ungarn, den nördlichen Balkan, das südliche Russland, den Kaukasus bis Transkaukasien. In Mitteleuropa kommt sie ursprünglich westlich nur bis Niederösterreich vor, verwilderte aber an zahlreichen Stellen. Die kalkliebende Art wächst hier stellenweise in der Ebene auf steinigen, sonnigen und sandigen Abhängen und Höhenlagen bis 650 Meter.
In Österreich ist die Zwerg-Schwertlilie im pannonischen Gebiet heimisch: Burgenland, Wien, Niederösterreich, in Oberösterreich ist sie ausgestorben. Sie wächst hier in Felssteppen und steinigen, lückigen Trockenrasen.

## Systematik
Man kann zwei Unterarten unterscheiden:
- Iris pumila subsp. attica (Boiss. & Heldr.) K.Richt. (Syn.: Iris attica Boiss. & Heldr.): Sie kommt vom Mazedonien bis Griechenland vor.[4]
- Iris pumila subsp. pumila: Sie kommt von Mitteleuropa bis zum Kaukasus vor.[4]

## Bilder

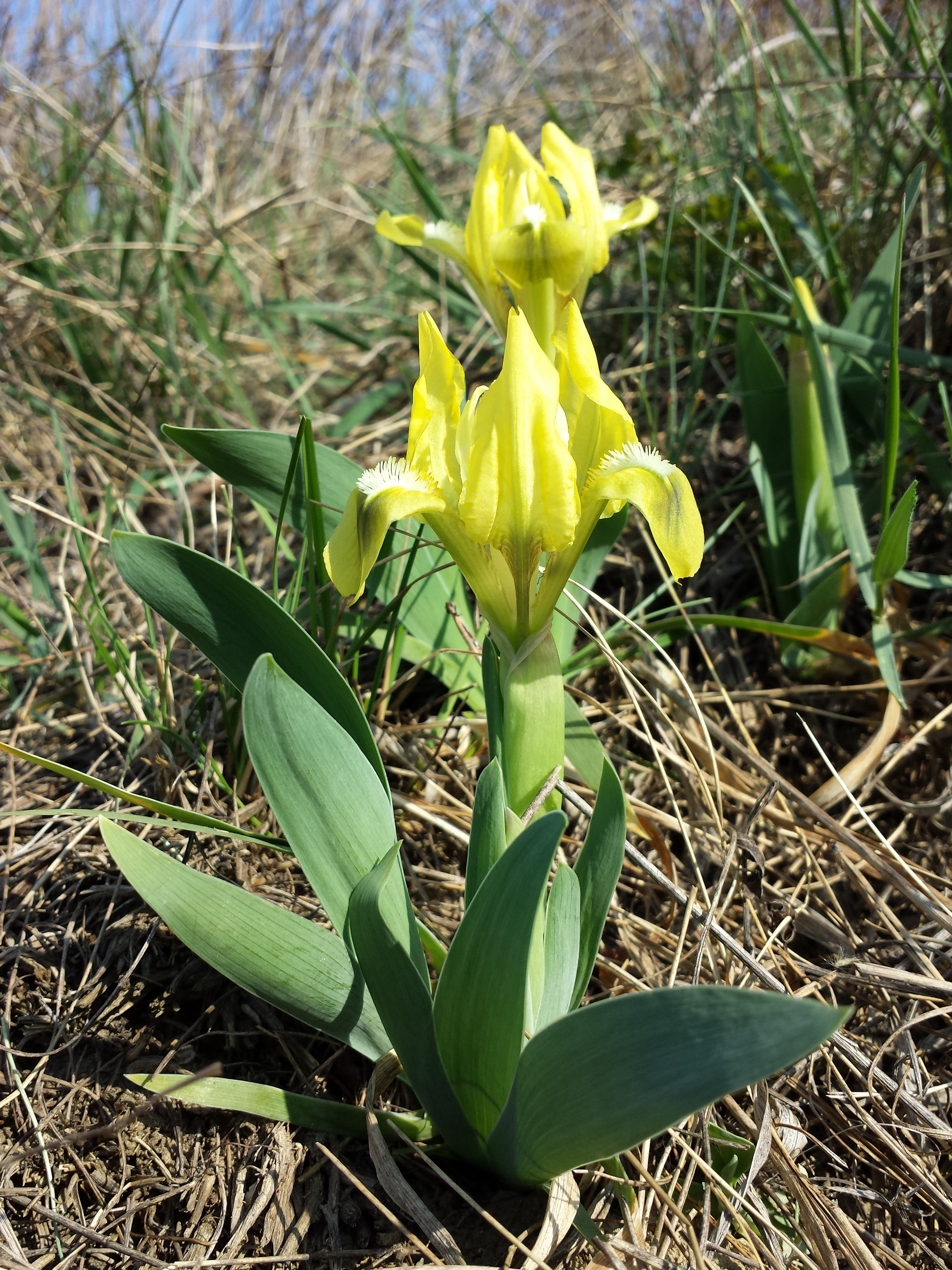
Individuen mit gelbem Perigon
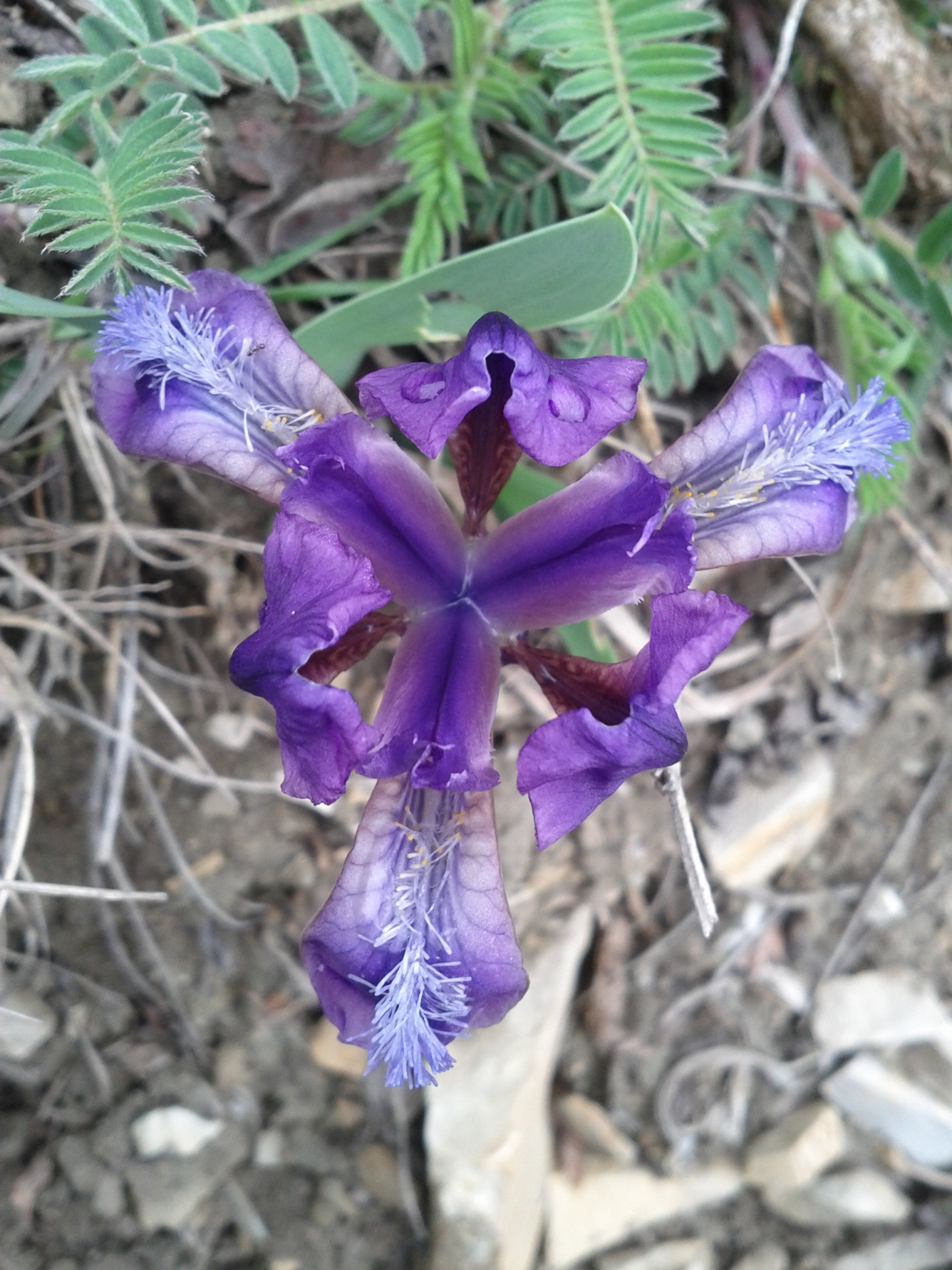
Perigon von oben gesehen
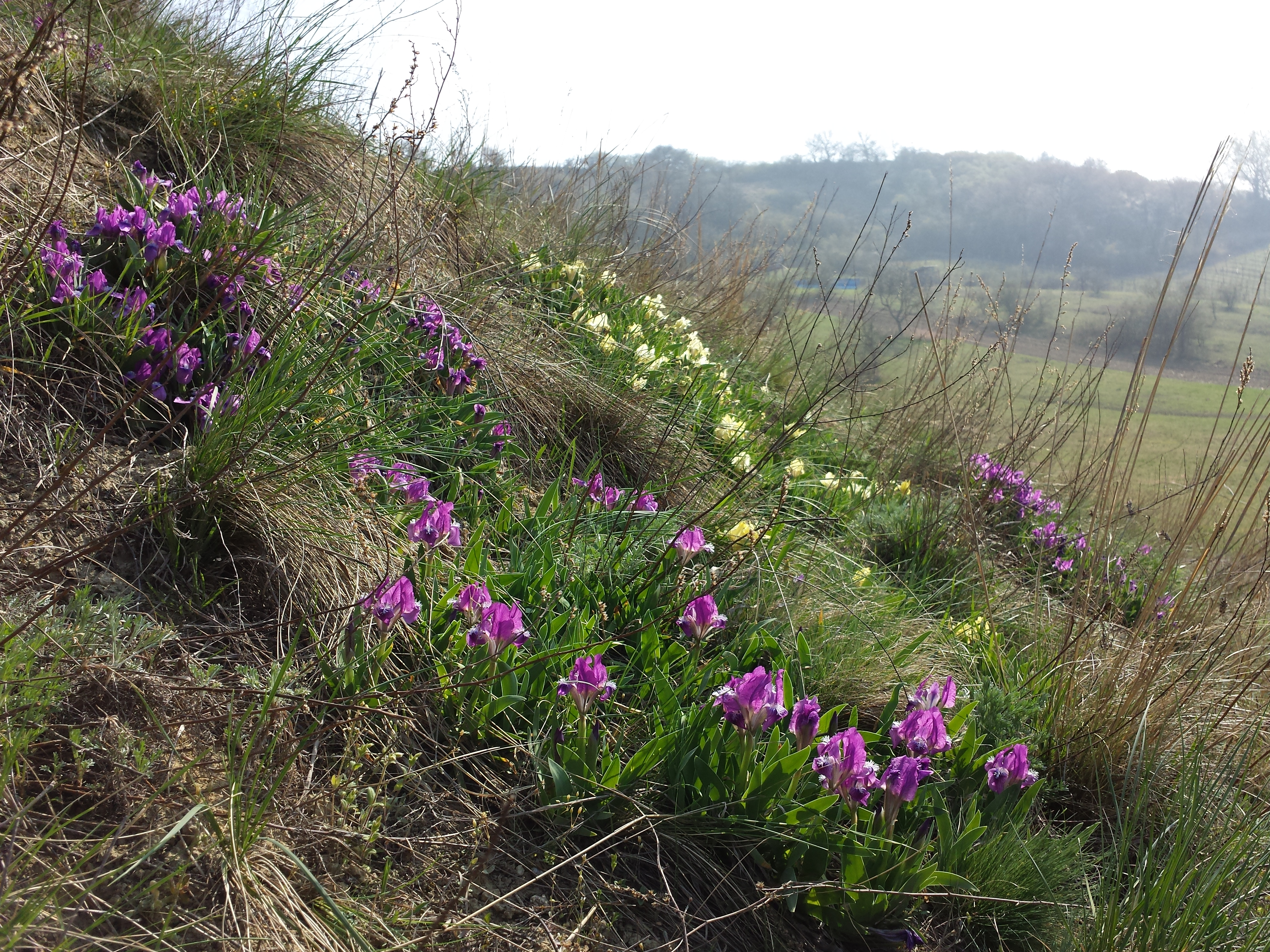
Natürliches Vorkommen über Löss
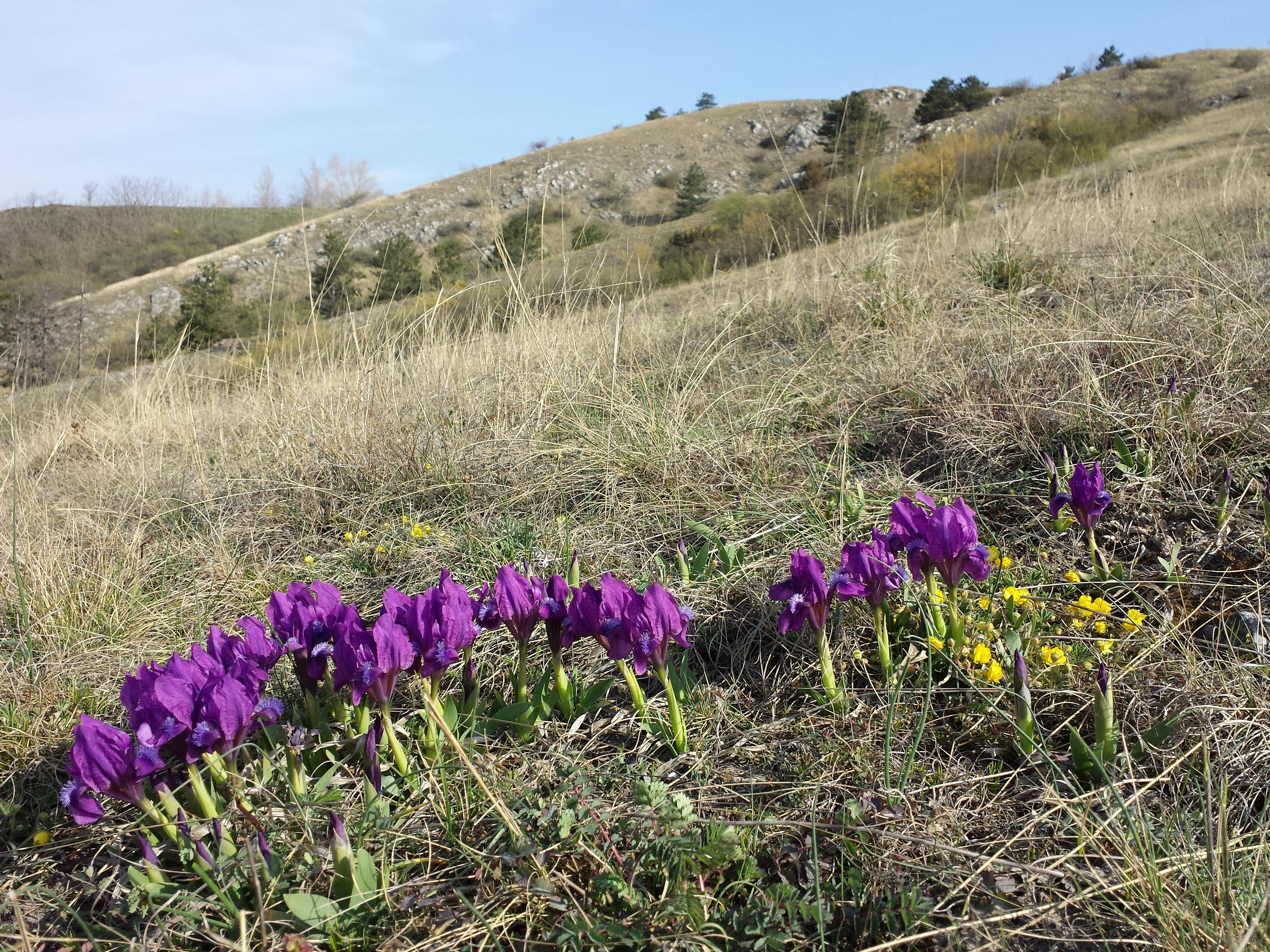
Natürliches Vorkommen über Kalkstein

## Belege
1. 1 2 3 4  
Manfred A. Fischer, Karl Oswald, Wolfgang Adler: Exkursionsflora für Österreich, Liechtenstein und Südtirol. 3., verbesserte Auflage. Land Oberösterreich, Biologiezentrum der Oberösterreichischen Landesmuseen, Linz 2008, ISBN 978-3-85474-187-9.
2. 1 2 3 4  
Gustav Hegi: Illustrierte Flora von Mittel-Europa, II. Band: Monocotyledones, II. Teil. J. F. Lehmanns, München 1926, S. 286–287.
3. ↑  
Erich Oberdorfer: Pflanzensoziologische Exkursionsflora für Deutschland und angrenzende Gebiete. Unter Mitarbeit von Angelika Schwabe und Theo Müller. 8., stark überarbeitete und ergänzte Auflage. Eugen Ulmer, Stuttgart (Hohenheim) 2001, ISBN 3-8001-3131-5, S. 141.
4. 1 2 3 4  Iris pumila. In: POWO = Plants of the World Online von Board of Trustees of the Royal Botanic Gardens, Kew: Kew Science, abgerufen am 25. Juli 2018.